# Чулпан (Кувандицький міський округ)
Чулпа́н (рос. Чулпан) — село у складі Кувандицького міського округу Оренбурзької області, Росія.

## Населення
Населення — 401 особа (2010; 476 у 2002).
Національний склад (станом на 2002 рік):
- росіяни — 56 %
- татари — 31 %